# 篠田英雄
篠田 英雄（しのだ ひでお、1897年6月27日 - 1989年12月26日）は、日本の哲学者、翻訳家。

## 経歴
1897年、千葉県で生まれた。東京帝国大学哲学科で学び、卒業。1934年、在日中のブルーノ・タウトと相識り、以降交流を続けた。1938年のタウト没後にエリカ・タウト夫人から日本に関する著書、日記の原稿を託され、その整理と翻訳に当たった。

## 研究内容・業績
また岩波文庫版のカントの主著、クラウゼヴィッツ『戦争論』など、重版し読み継がれる訳業を行った。『岩波西洋人名辞典』（岩波書店 1956、新版1981）のいくつかの項目も執筆している。  

## 著作

### 著書
- 『はたらく人のために』日高書房 1946
- 『大乗起信論講説』文一出版 1973
- 『菜根譚講話 一日一話』洪自誠著、文一出版 1960[1]
  - 再版 麗澤大学出版会 2008

### 翻訳
- ヴィンデルバント『プレルーディエン 序曲』岩波書店 1927　
  - ヴィンデルバント『永遠の相下に「プレルーディエン」より』岩波文庫 1935
- ヴインデルバント『範疇の体系に就て』(哲学論叢 3) 岩波書店 1928
- ブレンターノ『天才』(哲学論叢 8) 岩波書店 1928
- ブレンターノ『悪：詩的表現の対象としての』(哲学論叢 12) 岩波書店 1928
  - ブレンターノ『天才・悪』著、岩波文庫 1936、新装復刊 1990 - 合冊版
- ヴィンデルバント『歴史と自然科学・道徳の原理に就て・聖 「プレルーディエン」より』岩波文庫 1929
- 『芸術の分析』(フロイド精神分析大系 10) 浜野修共訳、アルス 1933
- ゼークト『一軍人の思想』岩波新書 1940、新装復刊 2018
- レッシング『賢人ナータン』岩波文庫 1958
- クラウゼヴィッツ『戦争論』全3巻、岩波文庫 1968

イマヌエル・カント
- 『カント著作集 第18 書簡集』岩波書店 1937
- カント『啓蒙とは何か』岩波文庫 1950、改訳 1974年
- カント『判断力批判』上下、岩波文庫 1950、改訳 1964年
- カント『実践理性批判』波多野精一・宮本和吉共訳、岩波文庫 1959、改訳 1979年
- カント『道徳形而上学原論』岩波文庫 1960、改訳 1976年
- カント『純粋理性批判』全3巻、岩波文庫 1961-1962
- カント『プロレゴメナ』岩波文庫 1977

### ブルーノ・タウトの訳
著作集
- 『タウト全集』全8巻、育生社弘道閣 1942-1943

1. 『桂離宮』 1942
2. 『日本雜記』 1943
3. 『美術と工藝』 1943
4. 未刊
5. 『建築論集』1943
6. 『アルプス建築』水原徳言訳 1944
7. 未刊
8. 未刊

- 『タウト著作集』普及版 全8巻、育生社 1946-1947

1. 『桂離宮』
2. 『日本の建築』吉田鉄郎訳 1946
3. 『日本の居住文化』吉田鉄郎訳 1948
4. 未刊
5. 『現代の建築』上野伊三郎訳 1948
6. 『日本の藝術』 1946
7. 『日本雜記』
8. 『批判と隨想』 1947

- 『タウト著作集』全5巻、春秋社 1950-1951

1. 『ニッポン ヨーロッパ人の眼で観た』1950、単行新版 2008
2. 『日本の藝術 ヨーロッパ人の眼で観た』1951
3. 『日本の建築』1950
4. 『建築・藝術・社会』[2]1950
5. 『日本の家屋と生活』1950、単行新版 2008

単行版
- 『日本美の再発見：建築学的考察』岩波新書 1939、増訂改版 1962
  - 改題『図説精読 日本美の再発見：タウトの見た日本』沢良子編、石元泰博ほか写真、岩波書店 2019年
- 『日本雜記』 中公クラシックス 2008 - 斉藤理新版解説
- 『建築藝術論』岩波書店 1948 - 序文はエリカ・タウト
  - 改版1962、再版1976
- 『日本の家屋と生活』吉田鉄郎共訳 雄鶏社 1949
  - 改訳版 岩波書店 1966、復刊 1981、1995
- 『日本-タウトの日記』全5冊、岩波書店 1950-1959年
  - 改版 全3冊 1975年
- 『忘れられた日本』創元文庫 1952
  - 新版 中公文庫 2007
- 『建築とは何か』鹿島出版会：SD選書 1974 - 長谷川堯解説、度々新版
- 『続 建築とは何か』SD選書 1978
- 『画帖 桂離宮』岩波書店 1981、復刻版 2004